# La sposa perfetta (Doctor Who)
La sposa perfetta (The Runaway Bride) è un episodio speciale del programma televisivo di fantascienza britannico Doctor Who, con David Tennant nel ruolo del Decimo Dottore. È stato prodotto come lo speciale di Natale di Doctor Who per il 2006, trasmesso il 25 dicembre, e andato in onda tra la seconda e la terza serie dello spettacolo
Nell'episodio, ambientato a Londra alla vigilia di Natale del 2007, l'aliena Imperatrice Racnoss ( Sarah Parish ) e il responsabile delle risorse umane Lance (Don Gilet) tentano di utilizzare la fidanzata di Lance, la segretaria Donna Noble ( Catherine Tate ), come "chiave" per risvegliare i bambini Racnoss in letargo al centro della Terra avvelenando gradualmente e segretamente Donna con una particella aliena ormai estinta che i Racnoss usano come fonte di energia.
In Italia lo speciale è stato trasmesso in prima visione il 6 luglio 2008 su Jimmy.

## Trama
Nel bel mezzo del suo matrimonio, Donna Noble si ritrova teletrasportata misteriosamente sul TARDIS, scioccando il Decimo Dottore, che ha appena dovuto abbandonare Rose nell'universo parallelo. Nessuno dei due sa spiegare l'accaduto ma lei vuole tornare dov'era. Il Dottore riporta Donna, non senza alcune complicazioni, al suo matrimonio. Al ricevimento, il Dottore determina che Donna deve aver assorbito una grande quantità di particelle Huon che l'hanno portata nel TARDIS. La reception viene attaccata da robot vestiti da Babbo Natale. Il Dottore usa il suo cacciavite sonico per manipolare il sistema audio per distruggere i Babbo Natale e scopre che qualcosa li sta controllando a distanza dallo spazio.
Apprendendo che Donna e il suo fidanzato Lance lavorano per un'azienda di proprietà del Torchwood Institute, il Dottore chiede a Lance di portarli lì. Sotto l'edificio il Dottore trova un lungo tunnel sotto la Barriera del Tamigi e un laboratorio segreto che produce particelle di huon, insieme a una fossa che conduce al centro della Terra. La loro presenza fa emergere l'imperatrice dei Racnoss, simile a un ragno e l'ultima sopravvissuta della sua razza, che divenuta troppo pericolosa, fu sterminata dagli imperi nascenti dell'universo, tra cui i Signori del Tempo. L'Imperatrice, che si era nascosta in letargo ai margini dell'universo, si svegliò e usò la società Torchwood per ottenere l'equipaggiamento per creare particelle di huon. Lance rivela di non aver mai amato Donna e che stava lavorando per l'Imperatrice e di proposito somministrò particelle di huon a Donna (aggiungendole al suo caffè) per aiutare a liberare i figli dell'Imperatrice: anche il TARDIS possiede queste particelle e questo è il motivo per cui ha attirato Donna all'interno di esso. Donna e il Dottore scappano e l'Imperatrice decide di usare Lance come sostituto, alimentandolo forzatamente con particelle e poi gettandolo nella fossa.
Il Dottore porta Donna al suo TARDIS e viaggia indietro di miliardi di anni per scoprire che una nave Racnoss è diventata il nucleo della Terra mentre il pianeta si è formato attorno ad essa; l'Imperatrice sta ora cercando di svegliare i suoi figli a bordo di quella nave con le particelle huon. Il Dottore e Donna tornano nel presente mentre altri Racnoss iniziano ad emergere dalla fossa. L'Imperatrice usa la sua nave per iniziare ad attaccare Londra. Il Dottore tenta di offrire una soluzione pacifica ma l'Imperatrice rifiuta, e il Dottore è quindi costretto a far esplodere a distanza palline esplosive usate dai Babbo Natale sulle pareti della base, allagando la fossa con l'acqua del Tamigi. Il Dottore osserva il tutto con sguardo freddo e vuoto, ma Donna lo spinge a fuggire con lei, proprio mentre l'Imperatrice si teletrasporta sulla sua nave per cercare di scappare. Tuttavia, questo ha indebolito le sue difese e la nave viene distrutta dalle forze militari britanniche. Il Dottore offre a Donna l'opportunità di viaggiare con lui, ma lei rifiuta, consigliandogli comunque di trovarsi qualcuno che lo tenga sotto controllo.

## Produzione
Russell T Davies ha avuto l'idea per questo episodio sin dall'inizio della sua associazione con il programma, e ha pianificato di mandarlo in onda nella seconda serie. Con l'annuncio pubblico di due speciali di Natale e la conoscenza privata di Billie Piper che partirà alla fine della seconda stagione, Davies ha deciso di elevare questa storia allo speciale di Natale, non presentando immediatamente il nuovo compagno e riempiendo lo spazio con "L'impero del Lupo".
La fine di "L'esercito fantasma (seconda parte)" è presente come parte della sequenza pre-titolo, sebbene la scena sia stata effettivamente rifatta. Nel suo commento sul podcast online per l'episodio, David Tennant ha spiegato che ciò era dovuto a un cambiamento nei supervisori delle luci, e a quello assunto per questo episodio piaceva illuminare gli interni del TARDIS in modo diverso; la scena quindi doveva essere rifatta per combaciare. Il logo di Doctor Who nei titoli di testa è stato leggermente ridisegnato rispetto al precedente, con più dettagli sullo sfondo e bagliori su cui si trovano le parole "Doctor Who".
A causa del suo programma estremamente fitto, Catherine Tate non ha potuto essere presente per la lettura della sceneggiatura. Come favore, la sua parte è stata letta da Sophia Myles, che ha interpretato Madame de Pompadour nell'episodio della serie del 2006 "Finestre nel tempo". Questo è il primo episodio di Doctor Who girato nei nuovi studi dedicati a Upper Boat a Pontypridd; il set TARDIS era stato precedentemente ospitato in un ex magazzino a Newport. Sebbene l'episodio sia stato ambientato durante il Natale, le riprese si sono svolte a luglio, dove le temperature hanno raggiunto i 30 °C a Cardiff durante le riprese. Le riprese notturne di scene che coinvolgono colpi di arma da fuoco, esplosioni e un carro armato, così come quelle su "Oxford Street", sono state girate in St. Mary Street fuori dai grandi magazzini Howell nel centro di Cardiff; Il castello di Cardiff è visibile dietro il serbatoio in alcuni scatti.
In un commento podcast per l'episodio, David Tennant e la produttrice esecutiva Julie Gardner hanno discusso una sequenza che è stata tagliata dalla trasmissione. Durante la trasmissione, dopo che Donna trova un pezzo di abbigliamento di Rose e chiede di esso al Dottore, lui glielo strappa con rabbia e stabilisce una rotta per il TARDIS. Come originariamente filmato, il Dottore apre le porte del TARDIS e lancia l'indumento nello spazio. Gardner ha detto che è stato tagliato perché era un momento troppo melodrammatico.
La scena dell'inseguimento del TARDIS lungo la A4232 Grangetown Link Road è stata mostrata durante un concerto di Children in Need, che prevedeva un'orchestra dal vivo che esegue molti dei temi musicali di Doctor Who, inclusa la musica di Dalek e il tema di Rose. La clip è trapelata online poco dopo l'evento e il concerto e la clip sono stati mostrati prima che l'episodio andasse in onda ufficialmente il giorno di Natale in uno speciale di Doctor Who Confidential alle 13:00. 

## Riferimenti in altre opere
Quando l'esercito inglese bombarda l'astronave dell'Imperatrice, si dice che tale azione sia stata ordinata dal "signor Saxon". Questo nome sarà un punto ricorrente nella terza stagione fino al finale dove si scopre la sua identità.
Il Decimo Dottore aveva avuto in precedenza a che fare con i "Babbo Natale Robot" nell'episodio L'invasione di Natale.
Secondo la storia audio Empire of the Racnoss (Big Finish Productions) il Dottore aveva già affrontato un'Imperatrice Racnoss durante la sua quinta incarnazione.